# Coteaux calcaires entre les Bouchauds et Marsac
Les coteaux calcaires entre les Bouchauds et Marsac sont un site Natura 2000 situé en Charente, en France.
Ils sont caractérisés par leur très grande richesse botanique avec en particulier trente-quatre espèces d'orchidées recensées.

## Localisation
C'est un site éclaté en une dizaine de coteaux répartis sur les cantons de Rouillac, Hiersac et Saint-Amant-de-Boixe et en allant d'ouest en est sur les communes de Saint-Cybardeaux, Genac, Saint-Genis-d'Hiersac et Marsac.
Les coteaux se répartissent au nord de la D939 qui relie Rouillac à Angoulême, sur 10 km d'ouest en est et 8 km du nord au sud.

## Géographie
Le site est constitué d'une dizaine de coteaux calcaires.
Le vallonnement se fait entre des altitudes de 40 à 150 mètres.
Il correspond à une cuesta du Jurassique délimitant rebord occidental de la vallée de la Charente.
Pour 27 %, le site est constitué de pelouses sèches calcaires, pour 7 % de forêts et bouquets de chênes pubescents (Quercus pubescens) et pour 1 % de broussailles et fourrés de genévriers.
Les routes, zones urbanisées et autres terres urbanisées ou industrielles représentent 69 % de la surface du site.

## Historique du site
Les coteaux calcaires entre les Bouchauds et Marsac font partie de la liste nationale française des sites soumis à la formation du réseau Natura 2000 et y a été intégré sous le numéro FR5400405. Il a été classé site d'importance communautaire (SIC) donc Zone spéciale de conservation (ZSC).
Ce site est piloté par la préfecture de la Charente avec comme opérateur l'agence BKM.
Le document d’objectifs a été validé le 27 novembre 2002.
La note de mise en œuvre, hors milieu agricole et hors milieu forestier, a été signée le 22 janvier 2004.
L'animation du site a débuté lors de la réunion du comité de pilotage du 11 janvier 2005.
Le site a été confirmé d'importance communautaire par décision de la commission européenne du 12 décembre 2008.

## Habitats
Quatre habitats naturels présents sont d'importance C (importants mais d'une surface représentant moins de 2 % de la surface de ce type d'habitat sur le territoire national).
Les pelouses sèches calcicoles, sites d'orchidées remarquables représentent 21 % de la surface, les landes à buissons de genévriers communs (juniperus communis) 1 %, les tourbières alcalines 1 %, et les prairies 1 %.

## Espèces d'intérêt communautaire

### Invertébrés
Sont présents l'Agrion de Mercure (Coenagrion mercuriale), pour lequel le site est d'importance B (site important avec la présence de 2 % à 15 % de l'effectif connu en France) et le Lucane cerf-volant (Lucanus cervus) pour lequel le site est d'importance C (présence de moins de 2 % de l'effectif connu en France).

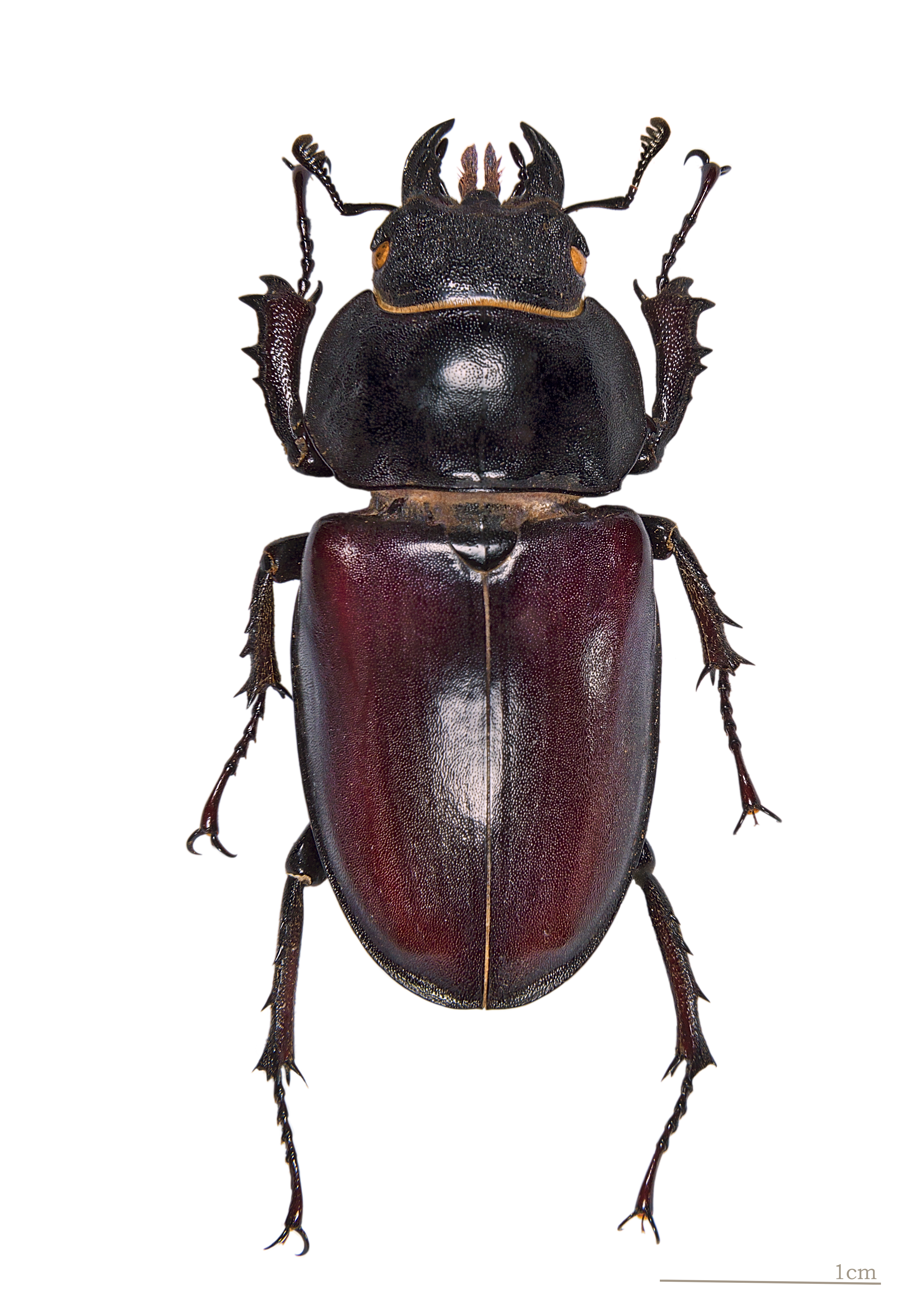
Lucane cerf-volant femelle.

## Espèces remarquables bien que n'étant pas d'intérêt communautaire

### Flore
Ce sont 34 espèces d'orchidées qui y ont été recensées sur les 53 espèces existant en Poitou-Charentes (pour un total national de 140).
Les orchidées Ophrys miroir (Ophrys ciliata), Ophrys jaune (Ophrys lutea), Orchis odorant (Gymnadenia odoratissima), Épipactis de Müller  (Epipactis muelleri)…

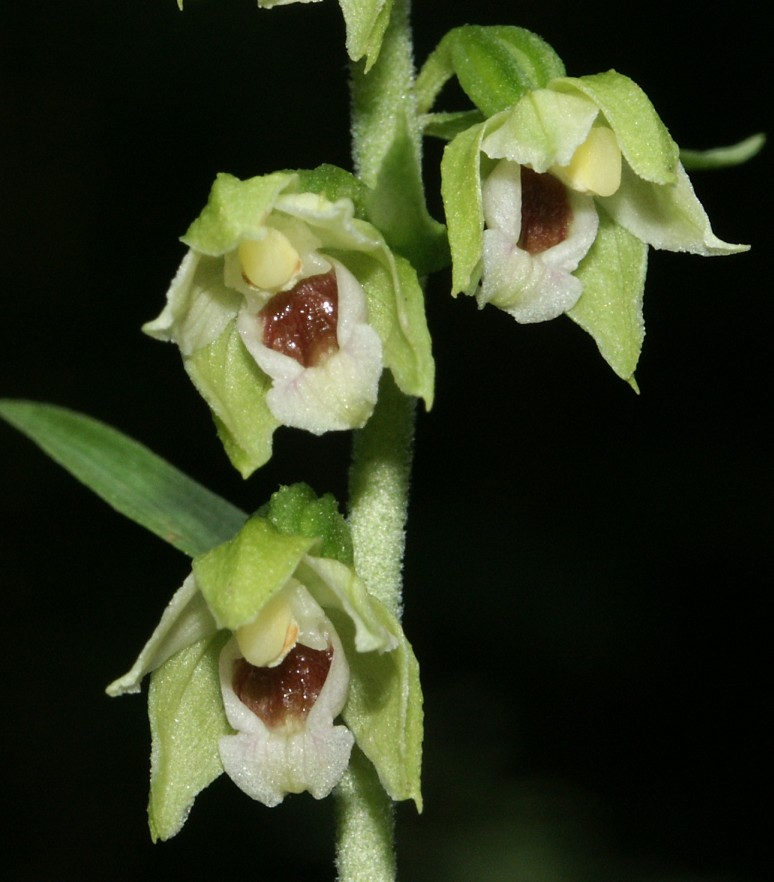
Épipactis de Müller.

Autres plantes : le vulpin des prés (Alopecurus pratensis), le genévrier, (Juniperus communis), la grande pimprenelle (Sanguisorba officinalis), des fétuques, Brometalia[Quoi ?]

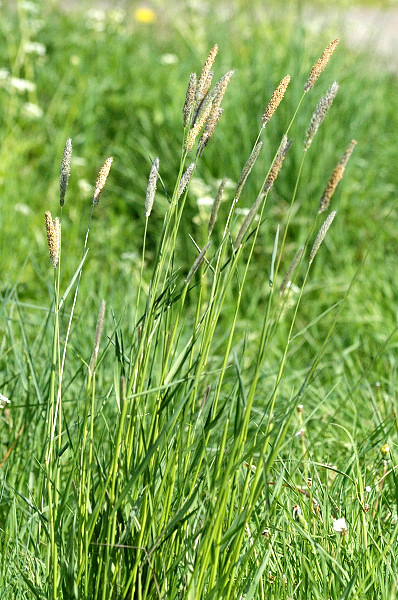
Vulpin des prés.

### Reptiles
La Couleuvre verte et jaune (Hierophis viridiflavus) est présente.

### Oiseaux
Le Busard Saint-Martin (Circus cyaneus), rapace diurne migrateur, et le Circaète Jean-le-Blanc (Circaetus gallicus), spécialisé dans la chasse des serpents, sont présents.

## Conservation du site
Les objectifs du DOCOB sont la conservation des pelouses calcaires.
Les propriétaires peuvent signer un contrat Natura 2000 et bénéficier de mesures agro-environnementales. Ils peuvent aussi vendre ou donner des parcelles en gestion au conservatoire des espaces naturels.